# 质量的形成机制
在理論物理學之中，質量起源理論嘗試用最基本的物理定律去描述質量可能的所有起源，目前物理學家主張不同看法。但問題是非常複雜的，因為癥結點在於質量與引力相互作用有著很大的關連，但直到目前為止，一個完整描述重力的模型抑或是將標準模型與重力結合的理論都尚未出現。
目前有兩種質量形成機制：涵蓋重力的（Gravitational）與不涵蓋重力的（Gravity-free）。

## 背景
- 希格斯機制是基於一個自發對稱性破缺的純量場勢而建立的，是標準模型用於統合電磁交互作用與弱交互作用的，同時也是少數預測了希格斯玻色子存在的機制之一。

## 無重力模型 (Gravity-free models)

### 術色荷
- 術色荷（英语：technicolor (physics)）模型透過規範場打破了電弱對稱性，並原本被定義在量子色動力學，且定義了W和Z玻色子的質量形成機制。[1][2][需要較佳来源]

### 柯爾曼－溫伯格模型
科爾曼-溫伯格模型透過自發對稱性通過輻射校正產生質量。